# 계곡면
계곡면(溪谷面)은 대한민국 전라남도 해남군의 면이다.

## 행정 구역
- 가학리(駕鶴里)
- 강절리(康節里)
- 당산리(堂山里)
- 덕정리(德鼎里)
- 반계리(磻溪里)
- 방춘리(芳春里)
- 법곡리(法谷里)
- 사정리(士丁里)
- 선진리(船津里)
- 성진리(星津里)
- 신평리(新坪里)
- 여수리(呂水里)
- 잠두리(蠶頭里)
- 장소리(將所里)
- 황죽리(篁竹里)

## 연혁
- 1914년 4월 1일 청계면과 비곡면, 영암군의 일부를 합병 계곡이라 칭함.

| 조선총독부령 제111호 |                                                               |
| 구 행정구역          | 신 행정구역                                                   |
| 해남군 청계면        | 계곡면 가학리, 덕정리, 여수리, 반계리, 방춘리, 사정리, 잠두리 |
| 해남군 비곡면        | 계곡면 강절리, 당산리, 법곡리, 성진리, 신평리, 장소리, 황죽리 |
| 영암군 곤이시면      | 계곡면 선진리                                                 |
- 1983년 2월 15일 행정구역 개편시 마산면 월암리를 계곡면으로 편입 현재에 이름.